# Roger Mortimer (1. hrabě z Marchu)
Roger Mortimer, 1. hrabě z Marche (25. duben 1287 – 29. listopad 1330), byl anglický šlechtic, který byl po tři roky de facto vládcem Anglie, poté co vedl úspěšnou vzpouru proti Eduardovi II. Sám byl svržen jeho synem Eduardem III. Byl také milencem ženy Eduarda II. Izabely Francouzské, která mu pomáhala se svržením svého manžela.

## Mládí
Roger Mortimer byl synem Edmunda Mortimera, 2. barona z Wigmore a jeho ženy Markéty de Fiennes. Byl druhým synem a tak se předpokládalo, že se bude věnovat církevní kariéře. Po náhlé smrti jeho staršího bratra Ralfa, byl Edmundem odvolán z Oxfordské univerzity. Podobně jako mnoho šlechtických dětí byl i Roger zasnouben mlád. Jeho snoubenkou se stala Jana de Geneville, dcera sousedního šlechtice. Ke svatbě došlo roku 1301.
Sňatkem Roger získal velké panství na anglicko-waleském pomezí, včetně důležitého hradu v Ludlow, jenž se stal hlavní pevností Mortimerů, a velký majetek a vliv v Irsku. Rogerovo mládí bylo poznamenáno smrtí jeho otce v červenci 1304. Roger tehdy ještě nebyl plnoletý a král Eduard I. ustanovil jeho regentem Pierse Gavestona a roku 1306 ho povýšil do rytířského stavu. V tomtéž roce se stal baronem z Wigmore.
Roku 1308 se osobně vypravil do Irska, aby posílil svou autoritu. Tím se dostal do konfliktu s de Lacym, který se obrátil o pomoc k Eduardu Bruceovi, bratrovi skotského krále Roberta I. Mortimer byl Eduardem II. jmenován zástupcem koruny v Irsku. Roku 1316 v čele velké armády porazil Eduarda Bruceho i de Lacyho.

## Odpor proti Eduardovi II.
Roku 1318 se Mortimer připojil k narůstající opozici proti Eduardovi II. a jeho oblíbencům Despenserovým. Podpořil Hupreyho de Bohun, hraběte z Herefordu a spolu s ním odmítl dostavit se roku 1321 na audienci ke králi.
V lednu roku 1322 kapituloval a byl transportován do Toweru. Omámení stráže (některé prameny uvádějí, že tuto akci podporovala Izabela, Eduardova žena) mu pomohlo z Toweru uniknout a utekl do Francie. Následující rok dostala Izabela svolení odcestovat do Francie, aby tam uplatnila své styky se svým bratrem, francouzským králem Karlem IV., k dojednání mírové dohody. U francouzského dvora se Izabela setkala s Mortimerem, který se stal jejím milencem. Izabela se odmítla vrátit do Anglie do té doby, dokud nebudou Despenserovi odstaveni od moci.

## Invaze do Anglie

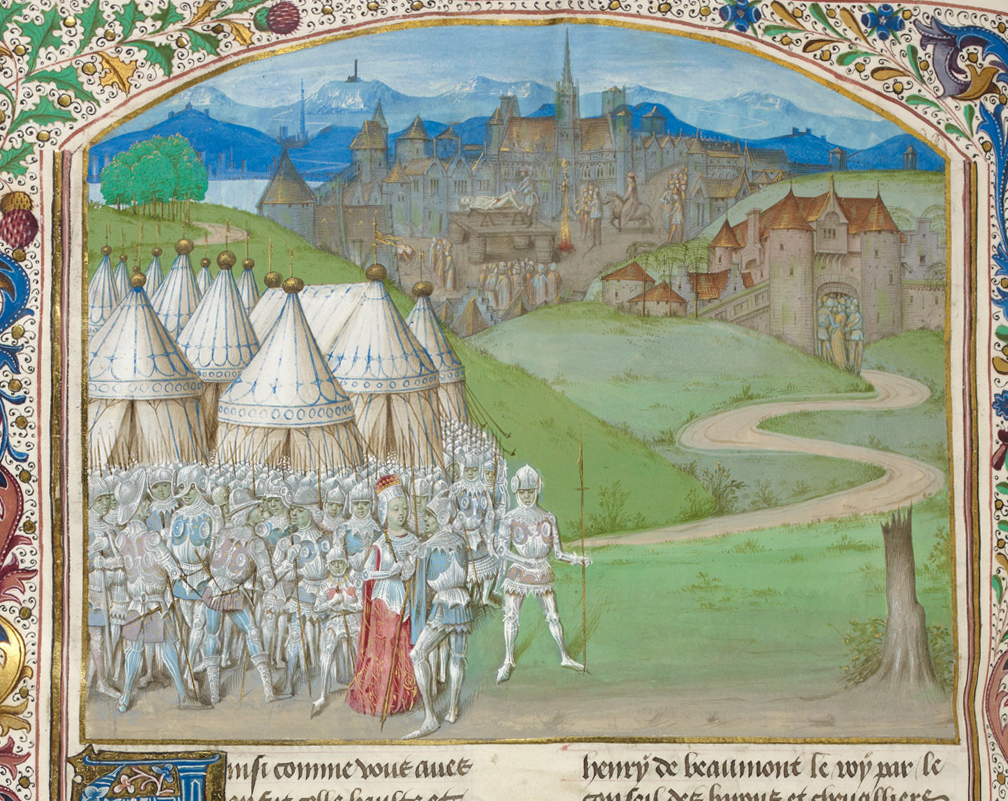
Isabela a Mortimer v čele svého vojska

Skandální vztah Izabely a Mortimera je přinutil opustit francouzský dvůr a přesunout se do Vlámska, kde získali podporu pro invazi do Anglie. V Anglii se vylodili s malým vojskem v září roku 1326. Tam se k nim připojil Jindřich, hrabě z Lancasteru, se svým vojskem a spolu vyrazili do Londýna, ve kterém nalezli spojence. To donutilo Eduarda, aby unikl na západ na panství Despenserových.
Poté, co byl opuštěn svými vojáky, byl král 16. října zajat a po určitém čase byl přinucen odstoupit ve prospěch svého syna Eduarda. Ten byl 25. ledna korunován jako Eduard III. Vzhledem k tomu, že nebyl plnoletý, stali se skutečnými vládci Anglie Izabela a Mortimer. Uvádí se, že oba, aby neriskovali návrat Eduarda II. na trůn, zorganizovali v září jeho vraždu.

## Ztráta moci
Mortimer získal velký majetek a vlivné funkce. Byl ustanoven správcem Walingfordského hradu a v září roku 1328 byl jmenován hrabětem z Marche. I když byl vojensky schopnější než Despenserovi, jeho ambice mnohé šlechtice stavěly proti němu. V krátké době své vlády uchvátil hrabství Denbigh, Oswestry a Clun. Zloba mnoha šlechticů narostla tím, jak Mortimer uplatňoval svou moc. Jindřich, hrabě z Lancasteru, jeden z hlavních strůjců sesazení Eduarda II. se snažil Mortimera odstavit, ale setkal se s pasivitou mladého krále. V březnu 1330 nařídil Mortimer popravu Edmunda, hraběte z Kentu, nevlastního bratra Eduarda II.
| „                | Nato byl sir Roger Mortimer, jehož žárlivost Kentovu popravu přivodila, vsazen do žaláře a odsouzen k strašné a potupné smrti. | “ |
| — Jean Froissart | |   |

Po tomto činu přesvědčil Lancaster mladého Eduarda, aby se stal nezávislým. V říjnu 1330, den před Eduardovými osmnáctými narozeninami, bylo svoláno jednání parlamentu do Nottinghamu. Mortimer a Izabela byli zajati na Nottinghamském hradu. Mortimer byl obviněn z různých těžkých zločinů, odsouzen bez procesu a 29. listopadu 1330 oběšen. Jeho obrovský majetek propadl králi. Jeho ostatky byly pochovány ve Wigmoru.